# Roger Sargos
Vincent Jean Roger Sargos, dit Roger sargos, né à Pissos le 23 mai 1888 et mort à Bordeaux le 18 novembre 1966, est une figure de la sylviculture française publique et privée, industriel, homme politique, administrateur d'entreprises et un auteur spécialiste de la forêt des Landes. Il est le maire de la commune d'Aureilhan de 1926 à 1934.

## Présentation
Il est issu d'une famille de propriétaires de vastes forêts de pins maritimes (localement appelées pignada), établie de longue date dans le pays de Born et le Marensin, petite région côtière du département français des Landes. Son père, Jean « Léon » Sargos (1855-1944), propriétaire, négociant et industriel de la forêt, est maire de Lit-et-Mixe, son village natal, de 1929 à 1941. Sa mère est Marie Jeanne Henriette Thérèse Callen, née à Sore dans la Haute Lande en 1867 et mariée en 1885 dans la commune voisine de Pissos avec Léon Sargos. Roger est le fils unique du couple. 
Le grand-père de Roger, Pierre-Alphonse Sargos (1831-1892), maire de Bias de 1860 à 1885, fit partie de la délégation qui alla s'entretenir avec Napoléon III pour le sensibiliser à la conservation des nouveaux boisements de la lande. Roger a pour oncles Paul Sargos (1858-1917) maire d'Aureilhan en 1887 puis en 1892 et Jean « Henri » Sargos (1862-1951), qui sera maire de Mimizan en 1891 puis maire de Bias en 1900. Au moment du décès de leur père, Pierre-Alphonse en 1892, Léon, Paul et Henri se partagent un héritage dont la masse totale s'élevait à près de 1600 ha estimée à près de 900 000 francs comprenant trois maisons principales dont le château Darricau à Aureilhan et 34 métairies en Born (communes de Lévignacq, Saint-Julien, Bias, Mimizan, Saint-Paul) et Marensin (commune de Lit-et-Mixe). À partir de 1887, Léon Sargos avec ses jeunes frères Paul et Henri, s'associent dans le commerce et l'industrie du bois de pins et des produits résineux sous la raison sociale de « Sargos Frères » dans un premier temps à Lit-et-Mixe, puis à Mimizan, puis associé avec Léon Crouzet, fils d'Henri Crouzet, sous le nom de « Crouzet & Sargos » (1889-1925) à Lit-et-Mixe, et enfin « Léon Sargos » à Pissos. 
En 1893, la société « Sargos Frères » répond à l'appel de Pierre de Brazza pour une colonisation de l'Afrique centrale. Elle obtient du gouvernement et de la colonie du Congo français une concession en pleine propriété de 18 kilomètres de long sur le fleuve Kouilou. Elle est située au nord de Loango et à 40 km de la côte, au lieudit Magan Matali, ce qui veut dire en langue fiote « Pierre-pierre ». La concession est couverte d’une forêt vierge avec une végétation luxuriante dans la région montagneuse du Mayombé congolais. Le projet des frères Sargos est d’y exploiter les bois et de faire des plantations à partir de transplantations de caféiers sauvages qui donnent du café de qualité classé au même rang que les Cazengo, Rio Numez et Mysore d’Afrique. En plus des graines de cabosses de cacao sont semées pour obtenir des cacaoyers. En 1899, les plantations occupent 50 hectares. La Grande dépression de 1929, provoqua la « ruine » de cette aventure coloniale qui s'acheva en 1934.   
Il est le grand-père de Jacques Sargos, écrivain éditeur et historien de l'art. 

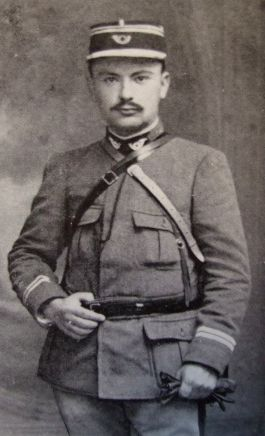
Roger Sargos en tenue de garde général des Eaux et Forêts en 1913.

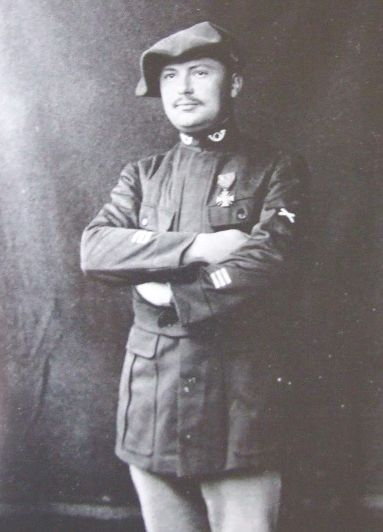
Le capitaine Roger Sargos en 1915.

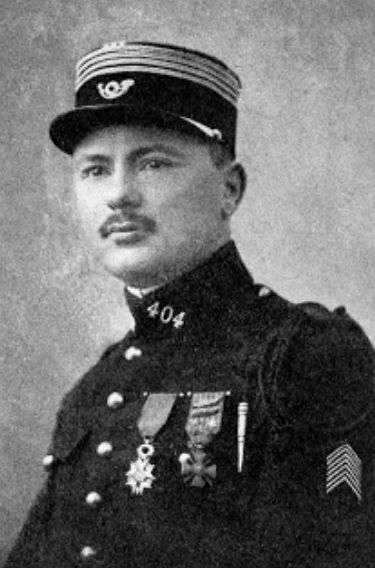
Roger Sargos en 1918, en tenue de chef de bataillon commandant le 3e bataillon du 404e régiment d'infanterie.

### Formation
Roger Sargos commence ses études à Arcachon, puis au collège Sainte-Barbe et au lycée Henri-IV à Paris. Il intègre l'École nationale supérieure agronomique en 1907 d'où il sort major de la  32e promotion, puis l'École nationale des eaux et forêts de Nancy de 1910 à 1912, dans la 86e promotion.
À la sortie de l'école forestière, il prend ses fonctions en 1913, comme garde général des eaux et forêts sur son premier poste au cantonnement du Moutchic dans la commune de Lacanau, sous l’autorité de l'inspecteur Pierre Buffault.

### Vie militaire
Il est mobilisé l'année suivante au début de la Première Guerre mondiale dans l'Infanterie. Lieutenant du 48e bataillon de chasseurs à pied, il est remarqué le 2 novembre 1914 à Soupir (Aisne). Capitaine dans le même bataillon, il est cité à l’Ordre de l’armée pour avoir le 1er août 1915 commandé un détachement de deux compagnies à l’attaque victorieuse d’une tranchée allemande. À la fin du conflit, il est chef de bataillon commandant le 3e bataillon du 404e régiment d'infanterie et est décoré. À la fin de sa vie, Roger Sargos écrit ses mémoires de guerre en 3 volumes.

### Vie coloniale
Après l'armistice de 1918, toujours à titre militaire, le commandant Sargos est détaché par l’administration des Eaux et Forêts auprès du service des Bois Coloniaux pour une mission forestière coloniale au Congo, dans le prolongement de la mission de prospection des forêts de la Côte d’Ivoire, du Gabon et du Cameroun confiée au chef de bataillon André Bertin, inspecteur des Eaux et Forêt. À ce titre, il prospecte la forêt  congolaise du Mayombe et acquiert une solide connaissance du milieu tropical. Il est l’auteur avec le botaniste François Pellegrin d’une communication au congrès de l’Association française pour l’avancement des sciences (AFAS) à Strasbourg en 1920. Il rapporte une intéressante collection donnée au Muséum, au service du professeur Paul Lecomte (1856-1934). Sa mission constitue la base des études forestières du Congo. 
Le 10 novembre 1919, il épouse Suzanne Julienne Armande Hilaire (1899-?) à Brazzaville la fille du général Jean Hilaire, un des pionniers de l'Empire colonial français.
Le 1er juillet 1920, au lieu de revenir dans l'Administration forestière, il prend un congé sans solde de 1920 à 1934. De 1922 et 1923, il dirige l'entreprise familiale  Sargos Frères exploitant le domaine de Kouilou, près de Loango au Moyen-Congo. Le domaine comprend des plantations de caféiers, cacaoyers et palmiers à huile et des forêts naturelles pour l'exploitation des bois. Les produits importés en France sont le café, le cacao, l'huile de palme et comme produits de la forêt le copal, les bois de construction et d’ébénisterie, et des graines oléagineuses. Les bureaux sont situés à Bordeaux, 20 rue de Grassi. En 1924, Sargos Frères devient la Société Forestière et Agricole du Kouilou (SKAF), occupe le poste d'administrateur délégué. Lorsqu'en 1926, les exploitants de bois de l'Afrique-Équatoriale française (AEF) et de l'Afrique-Occidentale française (AOF) s'organisent en Chambre syndicale des producteurs de bois coloniaux africains, Roger Sargos est élu président de la Chambre. Dans sa communication de 1931 sur La politique forestière coloniale, il se prononce sur le profil souhaitable des cadres de l'administration forestière coloniale française et plaide pour la création d'une section des officiers forestier de la France d'outre-mer. Également en 1931, il propose la création d'un crédit forestier colonial mais échoue face aux arguments à E. Bernard-Aubry président du Syndicat des importateurs de bois coloniaux de Bordeaux.
À cette époque, il s’insurge contre le projet de la construction du chemin de fer Congo-Océan dont la réalisation devait être si coûteuse en vies humaines. Dans un pamphlet de 1923 signé R. S., dont il est très probablement l'auteur, et dans son ouvrage de 1958 d'éloges à son beau-père le général Jean Hilaire, Roger Sargos fort de sa position influente, fait des portraits au vitriol des gouverneurs généraux des colonies Gabriel Angoulvant (AEF 1917-1920) et Jean-Victor Augagneur (AEF 1920-1923) exerçant tous deux une « omniprésente satrapie d'outre-mer ».

### Forêt des Landes
Roger Sargos contribue à l’installation des Papeteries de Gascogne. En effet, dès le début de cette nouvelle activité industrielle sur la région, il est membre de la « société civile d’études pour le développement économique de la région landaise » créée le 1er juillet 1921 à Paris qui fonde les Papeteries de Gascogne. Elles démarrent leur production à Mimizan en mai 1925. Parmi les 12 propriétaires forestiers qui financent la papeterie, il est l’un des principaux apporteurs de fond. Il est administrateur des Papeteries de Gascogne de 1927 à 1934 puis de 1945 à 1966, pour en devenir le doyen à cette époque. 
En 1934, à la fin de la concession congolaise des Sargos, il réintègre l'administration comme Inspecteur adjoint à Oloron-Sainte-Marie, puis à Bayonne, Inspecteur pour quelques mois en 1935 à Bayonne, Inspecteur ensuite Chef des Bureaux de la Conservation à Bordeaux. Il est chargé en 1937  comme inspecteur du Service économique des bois, conseiller technique de la Direction générale des Eaux et Forêts, de la mobilisation industrielle des bois et des produits résineux du massif landais.
Ses travaux en font un des initiateurs de l'organisation de la profession. Ses études, notamment son rapport sur l’Évolution Économique de la Forêt landaise, renforcent sa connaissance du Sud-Ouest forestier et de ses habitants. Chargé de la mobilisation industrielle de la Conservation, il est nommé Chef du 2e Bureau du Centre Militaire des Bois de Guerre n° 29 pendant la Seconde Guerre mondiale. En 1941, il est nommé Conservateur hors cadre et détaché auprès du Syndicat des Fabricants de Pâtes et Papiers à base de pin maritime. Le 1er mai 1944, il est Inspecteur Général des Eaux et Forêts. Le 20 mars 1945, il prend sa retraite et une nouvelle période de plus de vingt et un ans de vie civile s'ouvre à lui.
Il est à l'origine de la création de pare-feux forestiers après l'incendie de la forêt des Landes de 1949, tels que la piste 34, allant de la gare d'Aureilhan à l'aérodrome de Mimizan.
Selon le sociologue de l'environnement Philippe Deuffic et ses coauteurs, Roger Sargos dans son ouvrage de 1949 « Contribution à l'histoire du boisement des Landes de Gascogne » remet en récit l’histoire des forêts landaises et reconstruit l’image élogieuse du boisement des Landes de Gascogne, glorifiant tout à la fois les pionniers du reboisement et plus particulièrement d’Henri Crouzet, le rôle des grandes familles, propriétaires de vastes forêts, le volontarisme des industriels du bois, et des tout autres forestiers landais, mais qui tous luttent contre les ennemis menaçant en permanence la pérennité de leur œuvre : « eaux stagnantes », « feux », « fisc », « affairistes » et investisseurs « étrangers ».

### Localement
Dans les années 1950-1960, il fait don à la commune d'Aureilhan (dont il a été maire), de roselières bordant le lac d'Aureilhan, allant du ponton au camping, afin que la municipalité mette ces terrains en valeur. Il crée les bases du camping Eurolac (à l'origine un terrain semi-marécageux).
Vers 1955, il rachète à la famille du défunt duc de Westminster le domaine forestier et le château Woolsack, qu'il fait reconstruire en 1959 aux trois-quarts après l'incendie de 1947 suivi de l'abandon de la propriété.

### Activités et fonctions
Pendant ce total de trente-cinq ans de vie civile, il est tour à tour :
Industriel
- industriel en résineux à Pissos,
- exploitant forestier en Afrique.

Administrateur
- Président de la Chambre syndicale des producteurs de bois coloniaux africains (1926),
- Commissaire délégué au Bureau du Groupement Général du Commerce et de l'Industrie du Bois en France,
- Vice-président fondateur du Comité national des bois coloniaux,
- Président fondateur vers 1930[20] du Comité régional du pin maritime au sein de l'Association des techniciens de l'agriculture du Sud-Ouest (A.T.A.S.O.),
- Président du Syndicat des Propriétaires Forestiers du Sud-Ouest (SySSO) de 1932 à 1934, et président d'honneur ensuite,
- Membre du Conseil supérieur de la forêt privée,
- Défense de la forêt contre les incendies (DFCI) : président des Associations syndicales autorisées (ASA) de DFCI de Pissos, Mimizan, Aureilhan et Bias et administrateur de la DFCI départementale des Landes (dite « Union landaise »),
- Membre de la Commission régionale des Landes de Gascogne,
- Fédération nationale des communes forestières (FNCOFOR) : secrétaire général, puis vice-président ; président fondateur[20] de l'Association départementale des communes forestières des Landes,
- Président des Agros du Sud-Ouest,
- Président de la 17e  Section des ingénieurs des Eaux et Forêts,
- Papeteries de Gascogne : administrateur de 1927 à 1934, puis de 1945 à 1966

Homme politique
- Maire d'Aureilhan de 1926 à 1934,
- Président fondateur du Centre National des Indépendants des Landes, après avoir été vice-président du CNI national.

### Distinctions
- Commandeur de la Légion d'honneur,
- Officier du Ordre du Mérite agricole,
- Officier de l'Ordre de l'Étoile noire[7]

### Publications
Ses deux principaux livres sont :
- Roger Sargos, Contribution à l'histoire du boisement des Landes de Gascogne, Bordeaux, Delmas, 1949, 16 cartes et plans, 107 illustr., 836 (présentation en ligne)
- Les Landes de Gascogne et la Culture du Pin Maritime, préface de Georges Kuhnholtz-Lordat, Mont-de-Marsan, imprimerie Jean Lacoste, 1954, 305 p.

Ses autres ouvrages sont :
- Victor Augagneur et l’AEF ; auteur : « R . S . (colon du Congo) », très certainement Roger Sargos ; Bordeaux ; Imprimerie Coopérative ; 1923 ; 59 p.
- La Conservation des Bois Coloniaux. Les piqûres, Journal d'agriculture traditionnelle et de botanique appliquée, 1925,  n°45,  pp. 343-348, [lire en ligne]
- Le Crédit forestier colonial in Congrès de la production forestière coloniale et nord-africaine, juin 1931 ; Paris ; Exposition coloniale internationale ; Document IX ; pp. 187-192 ; [lire en ligne]
- La politique forestière coloniale in Congrès des chambres de commerce et des chambres d’agriculture de la France d’outre-mer ; Section I ; Exposition coloniale internationale 1931 ; Paris ; Union coloniale française, 1932 ; pp. 120-139 ; [lire en ligne]
- La Politique forestière vraiment nationale, rapport présenté aux trois grandes Journées fédérales du Massif Central (25-26 et 27 mai 1933), suivi du rapport d’activité présenté au Comité central de la Fédération par Georges Dangon, président fédéral, Fédération Nationale des Associations des Communes Forestières Françaises (FNACFF), 1933, 59 p.
- L'évolution économique de la forêt landaise ; Communications sur « Le pin maritime et ses dérivés »  présentés au 62e congrès de l'Association française pour l'avancement des sciences tenu à Arcachon du 22 au 27 septembre 1938 ; Bordeaux ;  Imprimerie Fredoux et Manville ; 1938 ; 39 p., photogr. n. et bl., graphiques
- La production landaise en bois de feu, Revue des Eaux et Forêts, n°1, 1939, pp. 12-24, 4 photogr., [lire en ligne]
- Le Général Jean Hilaire, conquérant et pacificateur du centre africain :  de l'Aurès au Congo et du Tchad au Nil Ouadaï... cinq ans d'arrêt : hommage d'un combattant de la Grande guerre à l'Armée coloniale française qui a conquis et pacifié l'Afrique barbare et esclavagiste ;  Bordeaux : Imprimerie San Marcelli frères ; 1958 ; 40 p ., ill.
- Témoignage 1914-1918 d'un officier forestier (oeuvre posthume), Bordeaux, éditions Delmas, 3 tomes : tome 1 : 1914-1916 ; (329 p., 456 photos, cartes, 1967) - tome 2 : 1916, La Somme ; 2e actes de la bataille d'usure, Verdun-la Somme ; (177 p., 188 photos, cartes, 1966) - tome 3 : 1917-1918 ; (383 p., 401 photos, cartes, 1967)

## Décès
Roger Sargos décède le 18 novembre 1966 à Bordeaux. Une foule considérable, où abondent les forestiers des secteurs tant privé que public, assiste à ses funérailles à Aureilhan, au cours desquelles M. Louis Blanc, ingénieur des Eaux et Forêts, président des Papeteries de Gascogne, prononce une allocution lui rendant hommage.